# Ken Walibora
Ken Walibora (ur. 6 stycznia 1964 w miejscowości Baraki w hrabstwie Bungoma, zm. 10 kwietnia 2020 w Nairobi) – kenijski pisarz, dziennikarz telewizyjny, tłumacz, wykładowca.
Urodził się w domu swoich rodziców. Jego ojciec był dyrektorem szkoły, matka Ruth Nasambu Makali zmarła w 1984 roku. Jego rodzina przeniosła się do Kitale, a później do Cherangany w regionie Trans Nzoia.
Jego dorobek literacki to ponad 40 powieści. Do najbardziej znanych należą Ndoto ya Amerika i Siku Njema, która w latach 1997–2003 była lekturą w kenijskich szkołach średnich. Zdobył też szereg nagród literackich, wśród nich trzykrotnie Nagrody Literackiej im. Jomo Kanyatta. Oprócz pisania książek nauczał również jako wykładowca w Stanach Zjednoczonych. W latach 1985–1986 był nauczycielem języka suahili, w latach 1988–1996 pracował jako kurator w Kenya School of Government (wtedy KIA). Później był prowadzącym serwis informacyjny w języku suahili w Kenya Broadcasting Corporation (KBC) oraz redaktorem i tłumaczem w tej stacji. W latach 1999–2004 przeszedł do stacji Nation Media Group. W 2005 był wykładowca na Uniwersytecie Stanu Ohio, gdzie został profesorem nadzwyczajnym. Pracował w wydziale języków i literatury afrykańskiej na Uniwersytecie Wisconsin w Madison. W 2009 przetłumaczył kilka książek na język suahili. 10 kwietnia 2020 zginął w tragicznym wypadku drogowym na Landhies Road w Nairobi. Pogrzeb zorganizowany przez Świadków Jehowy (był ich członkiem) odbył się 18 kwietnia 2020. W związku z pandemią COVID-19 pogrzeb był transmitowany przez kenijską telewizję NTV.

## Ważniejsze prace
- Ken Walibora: Siku jema. Longhorn Publ., 1996. ISBN 996-64-9744-7
- Ken Walibora: Kidagaa Kimemwozea. Target Publ., 2012. ISBN 996-60-0286-3
- Ken Walibora: Kufa Kuzikana. Longhorn Publ., 2003. ISBN 9966-49-754-4
- Ken Walibora: Ndoto ya Almasi. Moran Publishers and Worldreader, ASIN B01JMHLGCW
- Ken Walibora, Said Mohamed: Damu Nyeusi na Hadithi Nyingine. Moran Publishers and Worldreader, 2016. ASIN B01CLHF3ME
- Ken Walibora: Ndoto Ya Amerika. Longhorn Publ. and Worldreader, 2016. ASIN B06VWP4TX5

## Wykładowca
- Shule ya msingi ya St. Josep
- Teremi, Suremi secondary schools
- Olkejuado High School
- Koelel High School
- Uniwersytet w Nairobi
- Uniwersytet Stanu Ohio
- Uniwersytet Wisconsin w Madison
- Uniwersytet Ohio